# Dean Norris
Dean Joseph Norris (South Bend, 8 aprile 1963) è un attore statunitense, conosciuto principalmente per il ruolo di Hank Schrader, agente della DEA nella serie televisiva Breaking Bad e per quello di James "Big Jim" Rennie nella serie televisiva Under the Dome.

## Biografia
Dean Norris nasce a South Bend nell'Indiana da Jack e Rosie Norris. Ha due sorelle. Si è diplomato alla Clay High School e si è laureato all'Università di Harvard. È sposato ed ha cinque figli.

### Carriera
La carriera di Norris inizia nel 1981 partecipando ad un episodio di Beyond Our Control. Da quel momento in poi iniziò a partecipare a numerosi film e serie televisive. È apparso in decine di film, tra cui bisogna ricordare Arma letale 2 (1989), Duro da uccidere (1990), Atto di forza (1990), Gremlins 2 - La nuova stirpe (1990), Terminator 2 - Il giorno del giudizio (1991), Il tagliaerbe (1992), Gattaca - La porta dell'universo (1997), Starship Troopers - Fanteria dello spazio (1997), Il negoziatore (1998), The Cell - La cellula (2000), American Gun (2005), Little Miss Sunshine (2006), Un'impresa da Dio (2007) e Lo spaccacuori (2007).
Per quanto riguarda le serie televisive lo si può vedere come guest star in NYPD - New York Police Department, X-Files, Murder One, Dark Skies - Oscure presenze, Nash Bridges, E.R. - Medici in prima linea, Walker Texas Ranger, Streghe, Six Feet Under, 24, NCIS - Unità anticrimine, CSI - Scena del crimine, Medium, Senza traccia, Las Vegas, Cold Case - Delitti irrisolti, Nip/Tuck, Grey's Anatomy, Terminator: The Sarah Connor Chronicles, Lost, Criminal Minds, Lie to Me, Castle. Nel 2003 è inoltre entrato a far parte del cast principale di Tremors - La serie nel ruolo di W.D. Twitchell. Dal 2008 al 2013 è stato uno dei protagonisti della serie televisiva Breaking Bad, nel ruolo dell'agente della DEA Hank Schrader, al fianco di Bryan Cranston e Aaron Paul. Nel febbraio del 2013 è entrato a far parte del cast principale della serie televisiva Under the Dome nel ruolo di James "Big Jim" Rennie. A partire dal 2016 appare in alcuni episodi della serie tv The Big Bang Theory.

## Vita privata
Norris vive con sua moglie e i loro cinque figli a Temecula, in California. Nel 2018, la coppia aprì il Norris Performing Arts Center a Temecula.

## Filmografia

### Cinema
- Scuola di polizia 6 - La città è assediata (Police Academy 6: City Under Siege), regia di Peter Bonerz (1989)
- Arma letale 2 (Lethal Weapon 2), regia di Richard Donner (1989)
- Duro da uccidere (Hard to Kill), regia di Bruce Malmuth (1990)
- Atto di forza (Total Recall), regia di Paul Verhoeven (1990)
- Ore disperate (Desperate Hours), regia di Michael Cimino (1990)
- Gremlins 2 - La nuova stirpe (Gremlins 2: The New Batch), regia di Joe Dante (1990)
- Terminator 2 - Il giorno del giudizio (Terminator 2: Judgment Day), regia di James Cameron (1991)
- Il tagliaerbe (The Lawnmower Man), regia di Brett Leonard (1992)
- Il socio (The Firm), regia di Sydney Pollack (1993)
- L'ultima seduzione (The Last Seduction), regia di John Dahl (1994)
- Gattaca - La porta dell'universo (Gattaca), regia di Andrew Niccol (1997)
- Starship Troopers - Fanteria dello spazio (Starship Troopers), regia di Paul Verhoeven (1997)
- Il negoziatore (The Negotiator), regia di F. Gary Gray (1998)
- The Cell - La cellula (The Cell), regia di Tarsem Singh (2000)
- The One, regia di James Wong (2001)
- American Gun, regia di Aric Avelino (2005)
- Little Miss Sunshine, regia di Jonathan Dayton e Valerie Faris (2006)
- Un'impresa da Dio (Evan Almighty), regia di Tom Shadyac (2007)
- Lo spaccacuori (The Heartbreak Kid), regia di Peter e Bobby Farrelly (2007)
- Come lo sai (How Do You Know), regia di James L. Brooks (2010)
- Prom - Ballo di fine anno (Prom), regia di Joe Nussabaum (2011)
- Viaggio in paradiso (Get the Gringo), regia di Adrian Grunberg (2012)
- Il cacciatore di donne (The Frozen Ground), regia di Scott Walker (2013)
- The Counselor - Il procuratore (The Counselor), regia di Ridley Scott (2013)
- Men, Women & Children, regia di Jason Reitman (2014)
- Il segreto dei suoi occhi (Secret in Their Eyes), regia di Billy Ray (2015)
- Remember, regia di Atom Egoyan (2015)
- Il libro di Henry (The Book of Henry), regia di Colin Trevorrow (2017)
- Botte da prof. (Fist Fight), regia di Richie Keen (2017)
- Il giustiziere della notte - Death Wish (Death Wish), regia di Eli Roth (2018)
- Beirut, regia di Brad Anderson (2018)
- Attenti a quelle due (The Hustle), regia di Chris Addison (2019)
- Scary Stories to Tell in the Dark, regia di André Øvredal (2019)
- Fool's Paradise, regia di Charlie Day (2023)
- Unfrosted - Storia di uno snack americano (Unfrosted), regia di Jerry Seinfeld (2024)
- Carry-On, regia di Jaume Collet-Serra (2024)
- The Six Triple Eight, regia di Tyler Perry (2024)
- The Parenting, regia di Craig Johnson (2025)

### Televisione
- La bella e la bestia (Beauty and the Beast) – serie TV, episodio 2x18 (1989)
- Visioni senza volto (Murderous Vision) - film TV (1991)
- Reclusa - La rabbia di una madre (Locked Up; A Mother's Rage) – film TV (1992)
- Il segreto (Secrets), regia di Peter H. Hunt – film TV (1992)
- NYPD - New York Police Department (NYPD Blue) – serie TV, 4 episodi (1993-1994)
- X-Files (The X-Files) – serie TV, episodio 2x22 (1995)
- Dark Skies - Oscure presenze (Dark Skies) – serie TV, episodio 1x10 (1996)
- Presenze aliene (It Came from Outer Space II), regia di Roger Duchowny – film TV (1996)
- Nash Bridges – serie TV, episodi 2x23-5x03 (1997, 1999)
- Jarod il camaleonte (The Pretender) – serie TV, episodi 1x12-4x18 (1997-2000)
- Streghe (Charmed) – serie TV, episodio 2x07 (1999)
- Six Feet Under – serie TV, episodio 1x04 (2001)
- 24 – serie TV, episodi 2x15-2x16 (2003)
- Tremors - La serie (Tremors: The Series) – serie TV, 10 episodi (2003)
- CSI - Scena del crimine (CSI: Crime Scene Investigation) – serie TV, 4 episodi (2004, 2011)
- NCIS - Unità anticrimine (NCIS) – serie TV, episodio 1x12 (2004)
- Medium – serie TV, 4 episodi (2005-2010)
- Cold Case - Delitti irrisolti (Cold Case) – serie TV, episodio 3x20 (2006)
- Windfall – serie TV, 4 episodi (2006)
- Nip/Tuck – serie TV, episodio 4x04 (2006)
- Grey's Anatomy – serie TV, episodi 3x15-3x16 (2007)
- Bones – serie TV, episodi 4x03-5x21 (2008, 2010)
- Breaking Bad – serie TV, 51 episodi (2008-2013)
- Lost – serie TV, episodio 5x13 (2009)
- Criminal Minds – serie TV, episodio 5x20 (2010)
- Lie to Me – serie TV, episodi 2x21-2x22 (2010)
- Chase – serie TV, episodio 1x07 (2010)
- Fairly Legal – serie TV, episodio 1x03 (2011)
- Law & Order: LA – serie TV, episodio 1x22 (2011)
- CSI: NY – serie TV, episodio 8x04 (2011)
- The Mentalist – serie TV, episodio 4x08 (2011)
- Castle – serie TV, episodio 4x07 (2011)
- Under the Dome – serie TV, 39 episodi (2013-2015)
- Body of Proof – serie TV, episodi 2x14-2x15 (2013)
- Sons of Liberty - Ribelli per la libertà (Sons of Liberty), regia di Kari Skogland – miniserie TV (2015)
- Unbreakable Kimmy Schmidt – serie TV, episodio 1x10 (2015)
- The Big Bang Theory – serie TV, 6 episodi (2016-2017)
- Girlboss – serie TV, 5 episodi (2017)
- Claws – serie TV, 34 episodi (2017-2022)
- Scandal – serie TV, 5 episodi (2017-2018)
- Superstore – serie TV, episodio 5x12 (2020)
- Better Call Saul – serie TV, episodi 5x03-5x04 (2020)
- United States of Al – serie TV, 23 episodi (2021-2022)
- Curb Your Enthusiasm – serie TV, episodio 12x10 (2024)
- Law & Order: Organized Crime – serie TV, 10 episodi (2024)

## Doppiatori italiani
Nelle versioni in italiano delle opere in cui ha recitato, Dean Norris è stato doppiato da:
- Alberto Angrisano in Breaking Bad, Come lo sai, Scandal, Better Call Saul, Superstore, Il libro di Henry, The Big Bang Theory, Botte da prof., Beirut, Attenti a quelle due, Scary Stories to Tell in the Dark, The Six Triple Eight, Law & Order: Organized Crime
- Marco Mete in Under the Dome, Il cacciatore di donne, Men, Women & Children, Sons of Liberty - Ribelli per la libertà
- Angelo Nicotra in Crossing Jordan, Un'impresa da Dio, The Glades, The Counselor - Il procuratore
- Luca Biagini in Boston Public, The District, Six Feet Under
- Paolo Marchese in Grey's Anatomy, Il segreto dei suoi occhi, Fairly Legal
- Stefano De Sando in Cold Case - Delitti irrisolti, The Unit, Claws
- Claudio Fattoretto in Atto di forza, Little Miss Sunshine
- Carlo Valli ne Il tagliaerbe, The Mentalist
- Fabrizio Temperini in 24, Law & Order: LA
- Ambrogio Colombo in Millennium, Criminal Minds
- Stefano Mondini in NCIS - Unità anticrimine, Body of Proof
- Pasquale Anselmo in Medium, Prom - Ballo di fine anno
- Massimo Lodolo in La bella e la bestia, Nash Bridges
- Maurizio Fardo in Arma letale 2
- Sandro Iovino in Ore disperate
- Giulio Platone in Visioni senza volto
- Carlo Reali in NYPD - New York Police Department
- Andrea Ward in Walker Texas Ranger
- Paolo Maria Scalondro in X-Files
- Carlo Marini in E.R. - Medici in prima linea
- Vladimiro Conti in JAG - Avvocati in divisa
- Sergio Di Giulio in Jarod il camaleonte (ep. 1x12)
- Roberto Draghetti in Jarod il camaleonte (ep. 4x18)
- Massimiliano Virgilii in Gattaca - La porta dell'universo, CSI: NY
- Maurizio Reti in Starship Troopers - Fanteria dello spazio
- Emilio Cappuccio in Streghe
- Nino Prester in West Wing - Tutti gli uomini del Presidente
- Domenico Maugeri in The Cell - La cellula
- Stefano Alessandroni in CSI - Scena del crimine
- Riccardo Lombardo in Nip/Tuck
- Cesare Rasini in Tremors - La serie
- Fabrizio Picconi in Lost
- Massimo Rinaldi in Bones
- Renzo Stacchi in Castle
- Roberto Stocchi in The Defenders
- Andrea Lavagnino in Viaggio in paradiso
- Ugo Maria Morosi in Remember
- Edoardo Siravo in Unbreakable Kimmy Schmidt
- Sergio Lucchetti in Girlboss
- Paolo Buglioni ne Il giustiziere della notte - Death Wish
- Pierluigi Astore in Carry-On